# Фурман, Роман Фёдорович
Роман Фёдорович Фурман  (1784—1851) — российский банковский и государственный деятель, сенатор, тайный советник (1833).

## Биография
Родился в семье Фридриха Антона Фурмана, прибывшего в Россию из Саксонии во второй половине XVIII века, и Софьи Любимовны урождённой Гильденбант; брат Андрей (1795—1835) — декабрист, капитан Черниговского пехотного полка; сестра Анна (1791—1850); племянник А. Ф. Оом (1826—1898) — тайный советник, воспитатель царских детей.
В службе с 1794 года, в классном чине с 1798 года после окончания Горного кадетского корпуса с определением в Санкт-Петербургскую таможню. С 1801 года письмоводитель Канцелярии Государственного Совета Российской империи. С 1804 года правитель канцелярии Феодосийского военного губернатора. С 1810 года коллежский советник, директор Феодосийской учётной конторы. В 1818 году произведён в статские советники с назначением директором в Государственного коммерческого банка. С 1819 года первый управляющий Одесской конторой Государственного коммерческого банка.
С 1824 года вице-директор Департамента внешней торговли Министерства финансов Российской империи. В 1826 году произведён в действительные статские советники. С 1831 года член временного правления, с 1832 по 1845 годы главный директор—председательствующий в Правительственной комиссии финансов и казначейства и член администрации Совета Царства Польского. В 1833 году произведён в тайные советники. В 1838 по 1840 годы председательствовал в Государственном совете Царства Польского. С 1845 по 1847 годы сенатор, председательствующий в Общем собрании Варшавских департаментов Правительствующего сената.
Был награждён всеми российскими орденами вплоть до ордена Святого Александра Невского пожалованного ему 5 октября 1840 года.